# Viljo Heino
Viljo Heino   (Iitti, 1 de març de 1914 - Tampere, 15 de setembre de 1998) va ser un atleta finlandès, especialista en curses de fons, que va competir durant la dècada de 1940.
El 1948 va prendre part en els Jocs Olímpics de Londres, on disputà dues proves del programa d'atletisme. Fou onzè en la marató, mentre en els 10.000 metres abandonà.
En el seu palmarès destaca una medalla d'or en els 10.000 metres del Campionat d'Europa d'atletisme de 1946, a Oslo, per davant Helge Perälä i András Csaplár. També guanyà onze campionats nacionals, quatre dels 5.000 metres (1943 a 1946), tres dels 10.000 metres i quatre de cros (1944, 1945, 1947 i 1948). Durant la seva carrera també aconseguí diversos rècords mundials, entre els quals destaca el dels 10.000 metres.

## Millors marques
- 5.000 metres. 14' 09.6" (1944)
- 10.000 metres. 29' 27.2" (1949)
- Marató. 2h 41' 22" (1948)[1][7]